# Les Mystères de Rome
Ne doit pas être confondu avec Les Mystères romains.
Les Mystères de Rome (Roma Sub Rosa) constituent une série de romans policiers historiques écrits par Steven Saylor. Le personnage principal, Gordien, est un détective privé fictif confronté à des énigmes issues de l'histoire de Rome. Il est par exemple appelé par Cicéron lors du procès de Sextus Roscius dans le roman Du sang sur Rome.

## Titres de la série
- Roman Blood (1991) Publié en français sous le titre Du sang sur Rome, Paris, Ramsay, 1997 ; réédition, Paris, 10/18, « Grands Détectives » no 2996, 1998
- Arms of Nemesis (1992) Publié en français sous le titre L'Étreinte de Némésis, Paris, Ramsay, 1997 ; réédition, Paris, 10/18, « Grands Détectives » no 3064, 1999
- Catilina's Riddle (1993) Publié en français sous le titre L'Énigme de Catilina, Paris, Ramsay, 1997 ; réédition, Paris, 10/18, « Grands Détectives » no 3099, 1999
- The Venus Throw (1995) Publié en français sous le titre Un Égyptien dans la ville, Paris, Ramsay, 1998 ; réédition, Paris, 10/18, « Grands Détectives » no 3143, 2000
- A Murder on the Appian Way (1996) Publié en français sous le titre Meurtre sur la voie Appia, Paris, Ramsay, 2001 ; réédition, Paris, 10/18, « Grands Détectives » no 3413, 2002
- Rubicon (1999) Publié en français sous le titre Rubicon, Paris, Éditions du Masque, coll. Grands Formats, 2001 ; réédition, Paris, 10/18, « Grands Détectives » no 3547, 2003
- Last Seen in Massilia (2000) Publié en français sous le titre Le Rocher du sacrifice, Paris, Éditions du Masque, coll. Grands Formats, 2002 ; réédition, Paris, 10/18, « Grands Détectives » no 3625, 2004
- A Mist of Prophecies (2002) Publié en français sous le titre La Dernière Prophétie, Paris, Éditions du Masque, coll. Grands Formats, 2003 ; réédition, Paris, 10/18, « Grands Détectives » no 3824, 2005
- The Judgment of Caesar (2004) Publié en français sous le titre Le Jugement de César, Paris, Éditions du Masque, coll. Grands Formats, 2006 ; réédition, Paris, 10/18, « Grands Détectives » no 4079, 2007
- The Triumph of Caesar (2008) Publié en français sous le titre Le Triomphe de César, Paris, 10/18, coll. « Grands Détectives » no 5010, 2015
- The Seven Wonders (2012) Publié en français sous le titre Les Sept Merveilles, Paris, 10/18, coll. « Grands Détectives » no 5121, 2016
- Raiders of the Nile (2014)Publié en français sous le titre Les Pilleurs du Nil, Paris, 10/18, coll. « Grands Détectives » no 5155, 2016
- Wrath of the Furies (2015)Publié en français sous le titre Sous l'aile des furies, Paris, 10/18, coll. « Grands Détectives » novembre 2017
- The Throne of Caesar (annoncé pour 2018)